# King・KinKi Kids 2011-2012
『King・KinKi Kids 2011-2012』（キング・キンキキッズ 2011-2012）は、KinKi Kidsの16作目の映像作品、および13作目のライブビデオ。2012年7月18日にジャニーズ・エンタテイメントから発売。
12thアルバム『K album』を引っ提げて2011年12月25日から2012年1月1日に行われたコンサートツアーから、33歳を迎えた堂本光一の誕生日イベントも行われた1月1日東京公演の模様を収録。
パッケージ形態はDVD初回限定盤、DVD通常盤、Blu-ray盤の3種類で、いずれも2枚組となっている。

## 特典・仕様
※全形態共通でKinKi Kids 15周年メッセージ入り生写真封入（DVD通常盤・Blu-ray盤は初回プレスのみ）
初回限定盤
- DVD2枚組
- 3方背ケース入り
- 80Pブックレット

通常盤・Blu-ray盤
- DVD2枚組、Blu-ray2枚組
- オリジナル・ポストカード1枚封入

## 収録曲
※全仕様共通内容

### Disc1
1. OVERTURE
2. Time
3. lOve in the Ø
4. Bonnie Butterfly
5. Night+Flight
6. Harmony of December
7. INTER
8. Family 〜ひとつになること [Unplugged]
9. ヒマラヤ・ブルー
10. きみとぼくのなかで
11. INTER
12. 願う以上のこと 祈る以上のこと
13. ね、がんばるよ。
14. 永遠のBLOODS
15. スワンソング
16. (MC)

### Disc2
1. (MC)
2. いのちの最後のひとしずく
3. 危険な関係
4. 全部だきしめて
5. もっと もっと
6. 同窓会
7. INTER
8. 破滅的Passion
9. 2nd Movement
10. Destination
11. 99%LIBERTY
12. 僕が生まれた日 OVERTURE
13. 僕が生まれた日
14. ENDING CHASER

〈ENCORE〉
1. ラジコン OVERTURE
2. ラジコン
3. ボクの背中には羽根がある
4. 硝子の少年
5. 変わったかたちの石

〈W ENCORE〉
1. Secret Code